# Jemeriska
Jemeriska – niewielka polana w Małych Pieninach. Znajduje się na prawych zboczach Dubantowskiej Dolinki, administracyjnie w obrębie wsi Jaworki w województwie małopolskim, w powiecie nowotarskim, w gminie miejsko-wiejskiej Szczawnica. Po wschodniej stronie Jemerisk wznoszą się Jemeriskowe Skały, przez Józefa Nykę wzmiankowane jako Jemeriskowa Skałka. Znajduje się poza obszarem Pienińskiego Parku Narodowego.
Jemeriska znajdują się na wysokości 692 m na skrzyżowaniu ścieżki zielonego szlaku turystycznego wiodącego przez Wąwóz Homole z gruntową drogą z Jaworek do polany Za Potok, na której jest baza namiotowa pod Wysoką. Przy drodze tej jest bacówka, w której można kupić m.in. oscypki.

## Szlaki turystyczne
pieszy: – Jaworki – Wąwóz Homole – Dubantowska Polana – Jemeriska – Za Potok – Polana pod Wysoką – Wysokie Skałki. Czas przejścia 1 godz. 45 min, z powrotem 1 godz. 15 min.
 konny: pętla z Jaworek przez Jemeriska, polanę Za Potok, Polanę pod Wysoką, Watrisko, Wierchliczkę, przełęcz Rozdziele (Rozdziela) i rezerwat przyrody Biała Woda.